# Gayón
El 'gayónn és una llengua extingida de l'oest de Veneçuela, que s'havia parlat a les fonts del riu Tocuyo a l'estat de Lara. Formava part de la família de les llengües jirajaranes, encara que la seva classificació és incerta per manca de dades.De vegades se li dona com a nom alternatiu coyón (LinguistList), però pot ser simplement una llengua veïna indocumentada (Loukotka 1968).